# Luis de los Santos (lanzador)
Luis de los Santos (nacido el 1 de noviembre de 1977 en Santo Domingo) es un ex lanzador que jugó en las Grandes Ligas de Béisbol en tres partidos durante la temporada  2002 para las Mantarrayas de Tampa Bay.
Firmado el 11 de febrero de 1995 por los Yankees de Nueva York como amateur, pasó alrededor de seis años en el sistema de ligas menores de los Yankees. Liberado por los Yankees el 2 de julio de 2001, fue firmado como agente libre por Tampa Bay el 7 de noviembre de 2001, haciendo su debut en Grandes Ligas el 20 de julio de 2002.